# 小坂町 (岐阜県)
小坂町（おさかちょう）は、かつて岐阜県益田郡にあった町。2004年（平成16年）3月1日に益田郡の他の3町1村と合併して下呂市が発足し、小坂町は廃止された。合併後は下呂市小坂地域となっている。

## 地理
飛騨地方南東部に位置しており、御嶽山の飛騨側の登山口がある。御嶽山から続く急峻な地形のため、集落は飛騨川、小坂川とその支流からなる谷底に形成されている。
面積の97%が山林であり、森の巨人たち百選に選ばれたヒノキの巨樹がある天保林など、そのうち6割以上を国有林が占めている。また、日本の滝百選にも選ばれた根尾の滝をはじめとした滝が多い町でもある。町で「滝調査委員会」を組織し町内の谷筋を数年かけて全て調査した結果、5m以上の滝だけで200か所以上確認された。調査後、「日本一滝の多い町」として売り出している。なお、御嶽山の賽の河原からシン谷へ落ちる標高2800mのところに日本最高所の滝がある。
御嶽山周辺は御嶽山県立自然公園に指定されている。長野県側は御岳県立公園という名称である。
- 山：御嶽山
- 河川：飛騨川、小坂川

### 隣接していた自治体
- 益田郡 萩原町、下呂町
- 大野郡 久々野町、朝日村
- 長野県 木曽郡 開田村、三岳村、王滝村

## 歴史

### 行政区画の変遷
- 1875年（明治8年）3月7日 - 益田郡小坂郷11ヵ村が合併して筑摩県益田郡小坂村となる。
- 1876年（明治9年）8月21日 - 筑摩県が廃止されて飛騨三郡（大野郡、吉城郡、益田郡）が岐阜県の一部となる。
- 1889年（明治22年）7月1日 - 町村制の施行によって益田郡小坂村が発足する。
- 1898年（明治31年）3月2日 - 小坂村が町制施行して小坂町が発足する。
- 2004年（平成16年) 3月1日 - 下呂町・萩原町・金山町・馬瀬村と合併して下呂市が発足。同日小坂町廃止。

## 行政

### 姉妹都市
国内
- 押水町（石川県）

国外
- サレゾポリス市（ブラジル）

## 教育

### 中学校
- 小坂町立小坂中学校

### 小学校
- 小坂町立小坂小学校
- 小坂町立湯屋小学校

### 2004年以前に廃校となった学校
- 岐阜県立益田高等学校小坂分校 - 1975年廃校。
- 小坂町立小坂中学校滝上開拓地冬期分校 - 1962年廃校）
- 小坂町立小坂小学校滝上分校 - 1963年廃校。

## 経済

### 産業
古くから、林業の町として栄えてきた。山林の大多数が国有林で、1町で営林署(小坂営林署)を設置したほどで、旧名古屋営林局管内での木材生産量は最上位であった。そのほかは、自然と温泉をいかした観光業も盛んである。

## 交通

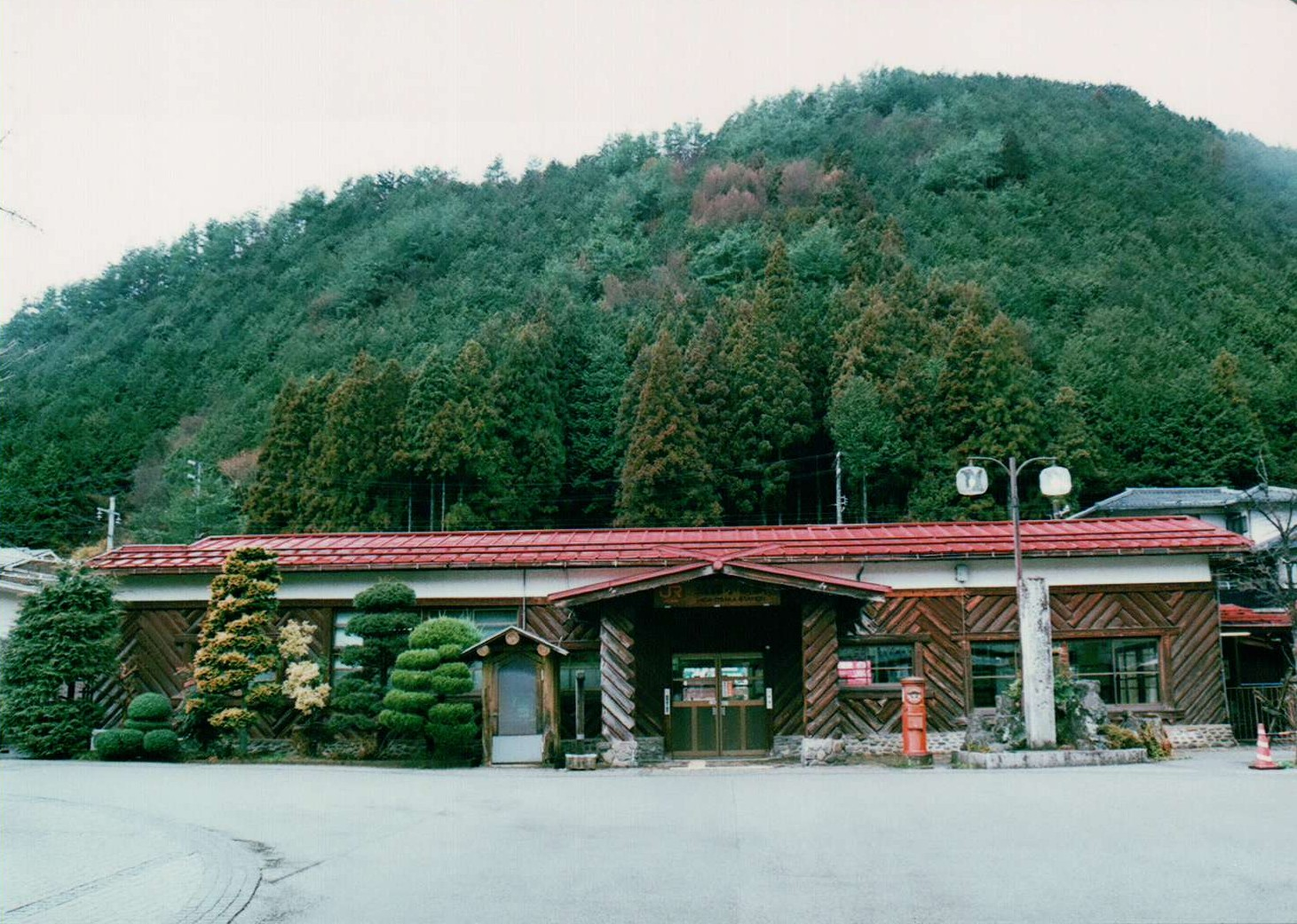
飛騨小坂駅

### 鉄道
- 東海旅客鉄道（JR東海）
  - 高山本線：飛騨小坂駅

### 道路
小坂町に高速道路はない。
一般国道
- 国道41号

主要地方道
- 岐阜県道88号下呂小坂線

一般県道
- 岐阜県道435号御岳山朝日線
- 岐阜県道437号湯屋温泉線
- 岐阜県道441号落合飛騨小坂停車場線

長距離自然歩道
- 中部北陸自然歩道
  - 巌立と滝へのみち

## 名所・旧跡・観光スポット

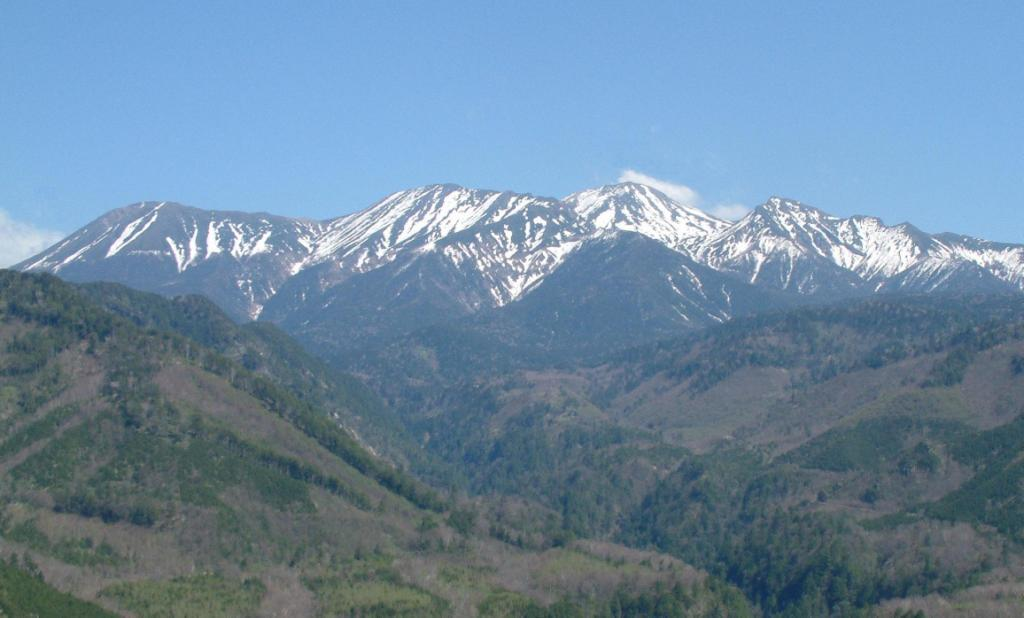
御嶽パノラマラインから望む御嶽山

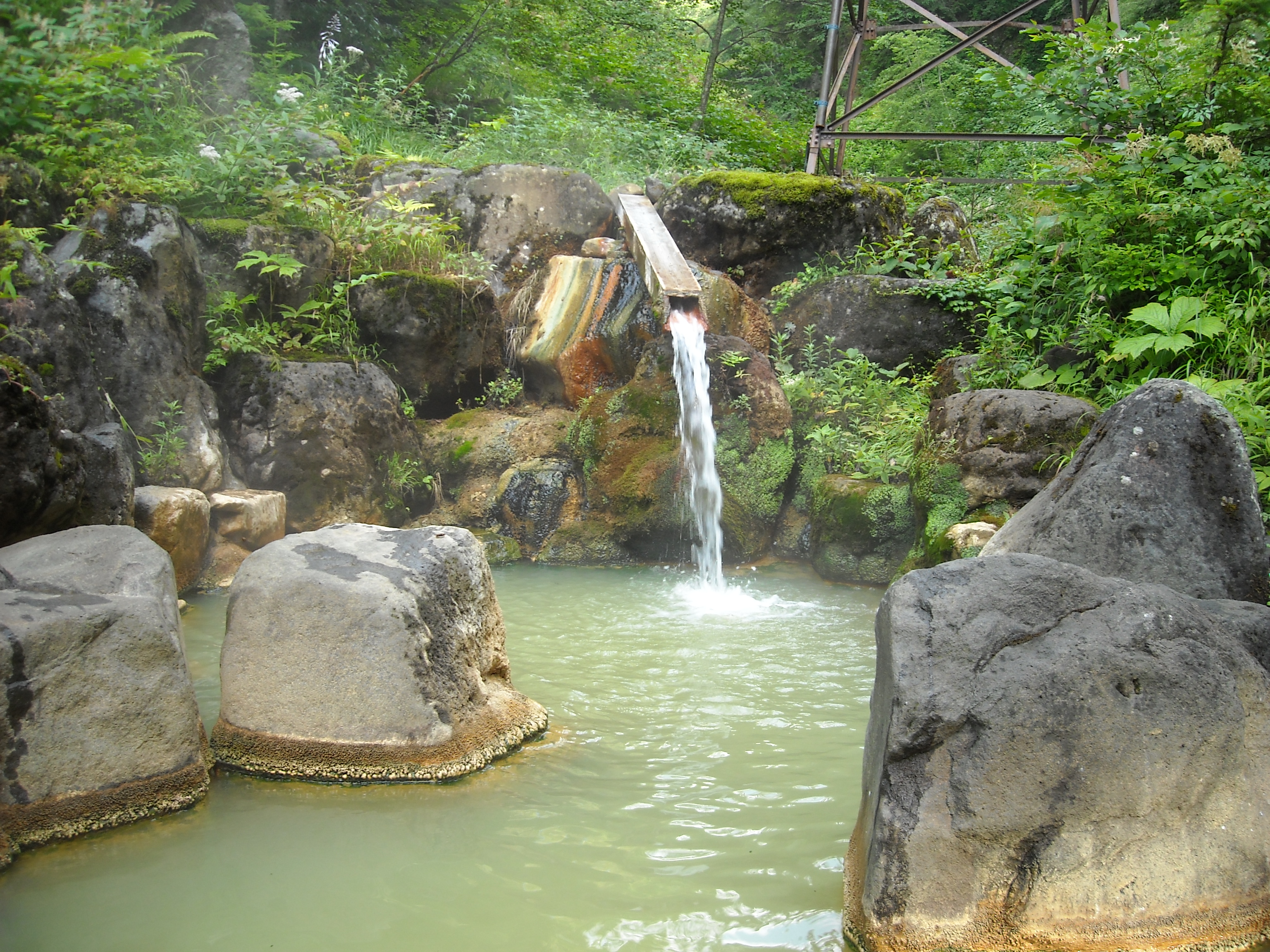
濁河温泉

### 名所・旧跡
- 長谷寺 - 臨済宗妙心寺派の寺院。益田西国三十三霊場28番札所。
- 御嶽山
- 根尾の滝
- 飛騨小坂サイクリングロード - 小坂森林鉄道の軌道跡。
- 巌立峡
- 小坂郷土館
- 道の駅南飛騨小坂
- 朝六座[1] - 1921年（大正10年）9月開館の劇場・映画館。

### 温泉
小坂温泉郷として環境省の国民保養温泉地に指定されている。
- 濁河温泉 - 通年営業の温泉街としては、万座温泉とともに日本最高所にある。また、周辺の亜高山帯原生林には、遊歩百選にも選定された原生林探勝路も整備されている。御嶽山周辺の自然を活用するために、濁河温泉付近に「岐阜県御嶽少年自然の家」が設置されている。
- 湯屋温泉
- 下島温泉